# Schoonloo
Schoonloo (52° 54′ N, 6° 42′ L) é uma cidade dos Países Baixos, na província de Drente. Schoonloo pertence ao município de Aa en Hunze, e está situada a 14 km sudeste de Assen.
Em 2001, a cidade de Schoonloo tinha 70 habitantes. A área urbana da cidade é de 0.060 km², e tem 34 residências. 
A área de Schoonloo, que também inclui as partes periféricas da cidade, bem como a zona rural circundante, tem uma população estimada em 160 habitantes.